# Filippo Gabbi
Filippo Gabbi (Parma, 24 gennaio 1891 – Venezia, 1944) è stato un pittore italiano.

## Opere
Le seguenti opere sono conservate nel Museo Glauco Lombardi di Parma: 
- Napoleone, miniatura ovale nella Sala dorata
- Ritratto di Maria Luigia, olio su tela, copia del dipinto di Gian Battista Borghesi  conservato alla Galleria Nazionale
- Ritratto del ministro Guillaume Du Tillot, olio su tela, copia del ritratto eseguito da Pietro Melchiorre Ferrari
- Ritratto dell'architetto Ennemond Petitot, olio su tela
- Il Duca di Reichstadt , disegno
- Luisa Maria di Borbone, Regina di Spagna, olio su tavola
- Panorama di Parma: la Pilotta dal torrente, matita e carboncino su carta